# Un homme nommé Apocalypse Joe
Pour plus de détails, voir Fiche technique et Distribution.
Un homme appelé Apocalypse Joe (Un uomo chiamato Apocalisse Joe) est un western spaghetti hispano-italien sorti en 1970, réalisé par Leopoldo Savona.

## Synopsis
Joe Clifford, jeune acteur gyrovague, adroit au pistolet, gagne sa vie en récitant des œuvres de Shakespeare dans les villages du Far West. Il hérite d'un oncle d'une mine d'or à Landberry, mais celle-ci est sous le contrôle de Berg, un petit chef local. Joe survit à diverses embuscades et expéditions punitives organisées par Berg, grâce à l'aide de Rita, la propriétaire du saloon et de l'auberge où il loge, ainsi que du barman et du soi-disant Docteur Clan, dentiste, barbier, homme à tout faire. Après une longue lutte, Joe parvient à écarter Berg et à entre en possession de sa mine : il en confie la gestion à Clan, et retourne à sa vie d'acteur gyrovague.

## Fiche technique
- Titre français : Un homme nommé Apocalypse Joe[1]
- Titre original italien : Un uomo chiamato Apocalisse Joe
- Réalisation : Leopoldo Savona
- Scénario : Leopoldo Savona
- Genre : western spaghetti
- Musique : Bruno Nicolai
- Production : Italian International Film, Transeuropa Film, Copercines
- Photographie : Julio Ortas
- Format d'image : 2.35:1
- Montage : Amedeo Giomini
- Décors : Josè Luis Galicia
- Costumes : Giovanna Deodato
- Maquillage : Carlo Sindici
- Durée : 90 minutes
- Pays de production :  Espagne,  Italie
- Langue originale italien, espagnol
- Année de sortie : 1970
  - France : 31 mai 1972[1]

## Distribution
- Anthony Steffen : Joe Clifford
- Eduardo Fajardo : Berg
- Mary Paz Pondal : Rita
- Fernando Cerulli : docteur Clan
- Stelio Candelli : Braddox
- Veronica Korosec : Vera, la nièce de Clan
- Giulio Baraghini : Sam, shérif de Landberry
- Fernando Bilbao : Mod
- Flora Carosello : tante Dulcy
- Renato Lupi : Frate Antonio
- Miguel Del Castillo : shérif qui arrête Joe
- Silvano Spadaccino : Al, barman
- Riccardo Pizzuti : un pistolero avec Berg
- Gilberto Galimberti : un pistolero avec Berg